# Cyclophora albilineata
Cyclophora albilineata är en fjärilsart som beskrevs av Otto Staudinger 1892. Cyclophora albilineata ingår i släktet Cyclophora och familjen mätare. Inga underarter finns listade i Catalogue of Life.